# Zdravko Tomac
Zdravko Tomac (Garcsin, 1937. május 24. – Zágráb, 2020. január 4.) horvát író és politikus.

## Élete
Zdravko Tomac 1937-ben született Szlavóniában, a Dilj-hegység déli lejtői alatt fekvő Garcsinban. A Zágrábi Egyetem Közgazdaságtudományi Karán diplomázott, majd a Politikatudományi Karon doktorált. A szocialista korszakban a jugoszláv szocializmus egyik legjelentősebb politikai teoretikusa és a reformerők főszereplője volt, és mint ilyen részt vett az utolsó, az 1974-es jugoszláv alkotmány megszövegezésében, amely megkísérelte, hogy Josip Broz Tito halála után decentralizáció révén mentse meg Jugoszláviát a konfliktusoktól és a felbomlástól.
Miután a zágrábi közgazdasági karon szerzett közgazdász diplomát Bródban helyezkedett el, ahonnan a Jugoszláv Munkásemberek Szocialista Szövetségében (Socijalistički savez radnog naroda Jugoslavije, rövidítve SSRNJ, a Kommunista Szövetség egyik politikai szervezete volt) való tagsága révén 1967-ben Zágrábba, az FK Dinamo labdarúgóklub igazgatói posztjára került. 1971-től a kumrovaci politikai káderképző iskolában dolgozott, majd miután 1976-ban a Zágrábi Egyetem Politikatudományi Karán, politológiából doktorált, ahol 1986-tól rendes tanárként tanított.
Bár a Jugoszláv Kommunista Szövetség agóniája és a Slobodan Milošević vezette nagyszerb mozgalom hatóköre alatt a nyilvánosság előtt közvetlenül nem szerepelt, a Horvát Kommunista Szövetségben az antidogmatikus áramlat mellé állt, és részt vett a horvátországi SDP (Szociáldemokrata Párt) megalapításában. A horvátországi háború alatt Tomac a Demokratikus Egység Kormányának alelnöki posztját töltötte be (1991-1992),  majd a horvát parlament tagja (1993-2003) és alelnöke (2000-2003) volt. Az 1997-es köztársasági elnökválasztáson ő volt az SDP elnökjelöltje.
A 2000. január 3-i választást megnyerték az SPD és szövetségesei, így Tomac újra a hatalom közelébe került, de egyre hangsúlyosabb hazafias nézetei, valamint Horvátország függetlenségének és szuverenitásának megerősítése iránti vágya miatt összeütközésbe került pártja tagságának többségével. A párt vezetését neobolsevizmussal, a horvátellenes külföldi hatalmi központok kiszolgálásával, az egész ország demoralizálásával, valamint a horvát identitás és az eurokratákkal szembeni szervilizmus elnyomásával vádolta meg. A fő vitapontok a horvát függetlenségi háború megítélése, a hágai Nemzetközi Bírósággal való kapcsolat és a horvátok helyzete volt a Dayton utáni Bosznia-Hercegovinában.
2003 őszén Tomac kilépett az SDP-ből, 2004-ben pedig Jerko Zovakkal együtt megalapította a Horvát Szociáldemokratákat (HSD). Bár a történelmi analógiák kényes téma, a HSD sok tekintetben közel állt a már-már elfeledett ausztromarxistákhoz, a legkreatívabb és legszabadabban gondolkodó mozgalomhoz, amely az első világháború előtt az európai baloldalon belül működött. A 2009-2010-es elnökválasztáson az első fordulóban Miroslav Tuđmant, a másodikban Milan Bandićot támogatta. A 2011-es parlamenti választások idején a HDZ-hez közeledett.
Magánéletében – amint azt ő maga vallotta – egy szigorú vallásosságban nevelkedett fiúból, egy ateista, marxista világnézet által mélyen megérintett fiatalemberen át olyan emberré vált, akit ismét mélyen megérintett az a katolikus hit, amelyben eredetileg nevelkedett.

## Írói munkássága
Miután abbahagyta a politikában való aktív részvételt, Tomac nagyon aktív íróvá és publicistává vált. Évente átlagban egy könyvet jelentetett meg. Tudományos habitusának és élettapasztalatának megfelelően könyveinek témája a politika és politikatörténet. Őt tartják az egyik olyan jelentős közéleti értelmiséginek, aki feltárta a posztszocialista átmeneti társadalmakban a volt kommunisták átalakulását, akik új küldetésüket a kortárs globalizmussal való stratégiai szövetségben találták meg.
Zdravko Tomac politikusként is kiemelkedő volt, mely megmutatkozott az 1974-es jugoszláv alkotmány megalkotásában, majd az 1974-től a HSD megalakulásáig terjedő időszakban. Fő tevékenysége azonban a politikai újságírás, a horvát társadalom számos jelenségével (a szervilizmus, a korrupció, a médiamanipulációk stb.) való elégedetlenség nyilvános megfogalmazása, valamint az emlékirat írás, amelyben számos sikeres művet készített. Több mint 20 könyve jelent meg, többnyire horvát nyelven (de kettő angol és német nyelven is), amelyekben számos témát tárgyal, amelyek között dominálnak az első horvát többpárti kormány manőverei és lépései, amelyben ő is részt vett, a világpolitika hamissága, téveszméi és machinációi a háborúkban 1991 óta, a nagyszerb tervek jelene és jövője, a horvátok helyzete a háborúban és a háború utáni Bosznia-Hercegovinában, különösen Tomac őseinek földjén, Bosanska Posavinában, és Franjo Tuđman szerepe az újabb horvát történelemben.
Tomac könyveinek jó része szövegekből összeállított kollázs, amelyet a szerző kommentárként vagy rovatként közölt napi- és hetilapokban, de vannak olyanok is, amelyek önálló, könyvként írt művek is. Írásainak jelentős része (pl. Cirilo Ribičič szlovén politológussal közösen publikált föderalizmusról szóló tanulmányai) a múlthoz tartoznak, és csak a kudarcot vallott jugoszláv kommunizmus ideológiai ellenfelei és hivatásos kutatói számára érdekesek. A szélesebb olvasóközönség számára minden bizonnyal érdekesebbek Tomac emlékirati tárgyú írásai, amelyek a horvát állam létrehozása viharos korszakának, valamint a horvátországi és bosznia-hercegovinai szerb imperializmus elleni harcnak a krónikájaként olvashatók. Műveiből érdemes kiemelni a „Zárt ajtók mögött” (1992); „Ki ölte meg Boszniát?” (1994); „Hogyan jött létre a horvát állam” (1996); „Viták a nacionalizmusról” (2003); és Tomac legartikuláltabb munkáját, Franjo Tuđman politikai életrajzát, „Elnök: a hamisítás és a felejtés ellen” (2004) című könyveit.
Tomac szakirodalmi munkásságát közelebbről megvizsgálva kiderül, hogy a szerző számos homályos és amorális mozdulatot vett észre a világpolitikában. Nyilvánosan megfogalmazza, de csak fokozatosan jut el a politikai realitásokból elkerülhetetlenül következő általános meglátásokhoz. Ez leginkább Tuđman politikai tevékenységének értékelésében mutatkozik meg, amellyel szemben a háború alatt rendkívül kritikus volt, de végül gyakorlatilag megerősítette Tuđman szinte minden stratégiai és taktikai lépését. Bár politológusnak készült, (amennyire a szövegeiből kitűnik) semmiféle történelemfilozófiát vagy politikai filozófiát (marxista, keresztény, neoliberális, szociáldemokrata stb.) nem preferál. Az általános humanista irányultságon kívül Zdravko Tomacnak nyilvánvalóan nincs szüksége a politikai valóság tágabb látásmódjára. Írásaiban több állandó is észrevehető: humanista és megbékélő magatartás minden emberrel és nemzettel szemben; a bosnyákok körében domináns politikai lehetőségek kissé naiv felfogása; az őszinteségbe és a tisztességes játékba vetett hit a politikában, amit később lemondás követ, miután arra a felismerésre jutott, hogy a politikai játszmát nem a tízparancsolat szabályai szerint játsszák.

## Fő művei
- Mjesna zajednica u teoriji i praksi, Zagreb, 1977?
- Teorija i praksa delegatskog sistema (társszerző: Dušan Bilandžić és mások) Zagreb, 1979.
- Socijalističko samoupravljanje, Pravni fakultet, Centar za stručno usavršavanje i suradnju s udruženim radom, 1981.
- Ustavna reforma deset godina kasnije, Zagreb, 1984.
- Usuglašavanje ili nadglasavanje: kritička analiza i prijedlozi promjena u političkom sistemu (társszerző: Ciril Ribičič) Samobor – Zagreb, 1986?
- Ustavne promjene: korak naprijed ili dva koraka nazad (társszerző: Ciril Ribičič) Zagreb, 1987?
- Federalizam po mjeri budućnosti (társszerző: Ciril Ribičič, előszó: Milan Kučan) Zagreb, 1989.
- Novi komunalni sistem, Zagreb, 1990.
- Izvori velikosrpske agresije: rasprave/dokumenti: kartografski prikazi, (társszerzők: Miroslav Brandt, Bože Čović, Slaven Letica, Radovan Pavić, Mirko Valentić és Stanko Žuljić) Zagreb, 1991
- Iza zatvorenih vrata, (első rész): Tako se stvarala hrvatska država, Zagreb 1992.; (Második rész): Tko je ubio Bosnu? Zagreb, 1994.
- The struggle for the Croatian state: through hell to democracy, Zagreb, 1993.
- Paukova mreža balkanskog krvnika, Zagreb, 1994.
- Milošević muss besiegt werden, fordítás: Pero Katušić und Nina Matetić, Zagreb, 1995.
- Kako se stvara hrvatska država, Zagreb, 1996.
- Zagrebačka kriza: politologijska analiza i dokumenti, Zagreb, 1997.
- Zločin bez kazne, Trst, 1999.
- Moji pogledi na sudbinske odluke koje je donosio dr. Franjo Tuđman u razdoblju od 1989. do 1992. godine, Časopis za suvremenu povijest, God. 34 (2002), 3, 873-898. o.
- Prijepori o nacionalnom: u znaku mosta, Zagreb, 2003.
- Junak našeg vremena: razgovori s Markom Veselicom, Zagreb, 2005.
- Predsjednik: protiv krivotvorina i zaborava, Zagreb, 2004.
- Ponoćne misli, Zagreb, 2005.
- Predsjednik protiv predsjednika, Zagreb, 2005.
- Moj obračun s KGB-om: Komunizmom. Globalizmom. Bezboštvom: Tomac protiv Tomca, Zagreb, 2007.
- Tuđmanizam i mesićizam: predsjednik protiv predsjednika: 2 rész, Zagreb, 2007.
- Obraćenje: (od komunista do vjernika), Zagreb, 2008.
- Hvalospjev ljubavi: kultura života nasuprot kulturi smrti, Zagreb, 2010.
- Memoari / Zdravko Tomac, Zagreb, 2012.
- Peta haaška kolona i njezine žrtve, Zagreb, 2013.
- Crveni Predsjednik, Zagreb, 2014.
- Pobjednici i gubitnici, Zagreb, 2015.
- Sudbinski izbori: oni ili mi, Zagreb, 2015.
- Hrvatski patriotizam: što to znači biti Hrvat? Zagreb, 2017.
- Misli o vjeri i nevjeri, Zagreb, 2017.

## Fordítás
Ez a szócikk részben vagy egészben  a   Zdravko Tomac című horvát Wikipédia-szócikk ezen változatának fordításán alapul.  Az eredeti cikk szerkesztőit annak laptörténete sorolja fel. Ez a jelzés csupán a megfogalmazás eredetét és a szerzői jogokat jelzi, nem szolgál a cikkben szereplő információk forrásmegjelöléseként.